# Pathos (skulptur)
Pathos är en skulptur i diabas och brons i 's-Hertogenbosch i Nederländerna av Sigurdur Gudmundsson.
Det gigantiska, sju meter höga stenblock, som utgör skulpturens huvuddel, höggs av Sigurdur Gudmundsson på Broby Granit i Sibbhult i nordöstra Skåne ur ett unikt stort råblock av diabas. Det vägde över 70 ton och är sannolikt det största diabasblock som brutits i ett stenbrott i Sverige och fraktats därifrån. Blocket lyftes från 60–70 meters djup i stenbrottet med hjälp av ett militärförband och transporterades till stenhuggeriet i Broby med en tungtransport för kärnreaktorer från Sydkraft.
Pathos sattes upp utanför PTT-byggnaden (post, telefon, telegraf), vid korsningen Parallelweg/Veemarktweg i  's-Hertogenbosch i Nederländerna 1987.
| ”                      | Den uppåtriktade pilen på stenblocket motverkar så att säga tyngdkraften. Floden i brons, som strömmar nedåt, symboliserar motsättningen till den andra formen i brons: en himlakropp som kan gå upp eller ner, och som står stabilt i en platåformad nisch i stenblocket. Man skulle kunna kalla bilden för ett poetiskt landskap. På så sätt tjänar konstverket som en motvikt till den stora, rationella och på praktiskt bruk inrktade Post- och Televerksverksbyggnaden. | „ |
| – Sigurdur Gudmundsson | |   |